# Marcel César Rodolphe Payan
Marcel César Rodolphe Payan, né le 23 novembre 1909 à Entraunes et décédé le 20 mars 2006 à Nice, est le fondateur à Nice à la Libération (1946) du centre d'apprentissage public Georges Lamarque dont il assura la direction et la transformation de 1960 à 1964 en lycée technologique des Eucalyptus à classe préparatoire scientifique (ENSAM). Il est Officier des Palmes académiques et commandant d’administration honoraire du service de santé des armées.

## Biographie
Il est le fils de César Ernest Payan (1879-1918), menuisier et maire d’Entraunes de 1907 à 1918 mort pour la France le 20 août 1918 à Villers-lès-Roye et de Philippine Honorine Bermond institutrice (1888-1960) originaire de Bendejun.
D’abord normalien à Nice (1926-1929), il intègre l’École des officiers d’administration du service de santé des armées au château de Vincennes (1929-1930) avant de se marier en 1932 avec Simone Passeron-Bovis (institutrice) avec qui il partira enseigner en Nouvelle-Calédonie (1932-1939) puis en Algérie (1941-1942).
De retour en zone métropolitaine non encore occupée, ils sont nommés instituteurs à Roquebrune-Cap-Martin (1942-1945). En 1944, capitaine FFI et membre de son CLL, il y organise le passage des blindés de la First Special Service Force libérant ainsi Menton le 6 septembre. Début 1945, remobilisé, il assure l’ouverture et la gestion de l’hôpital militaire de Cannes installé sur La Croisette dans l’hôtel Majestic réquisitionné. Hôpital soignant les blessés et grands brûlés tant des combats d’Italie et d’Allemagne que du massif de l’Authion dans les Alpes-Maritimes pour ceux de la 1re division française libre.
Début 1946, il reçoit mission de fonder à Nice un centre d’apprentissage pour former les ouvriers qualifiés de la métallurgie et de l’automobile dont les entreprises ont un besoin urgent.. Sa mission éducative s'achevant en 1967, c'est en suivant l'exemple de son père qu'il se consacra à sa fonction de maire de sa commune natale de 1965 à 1977.

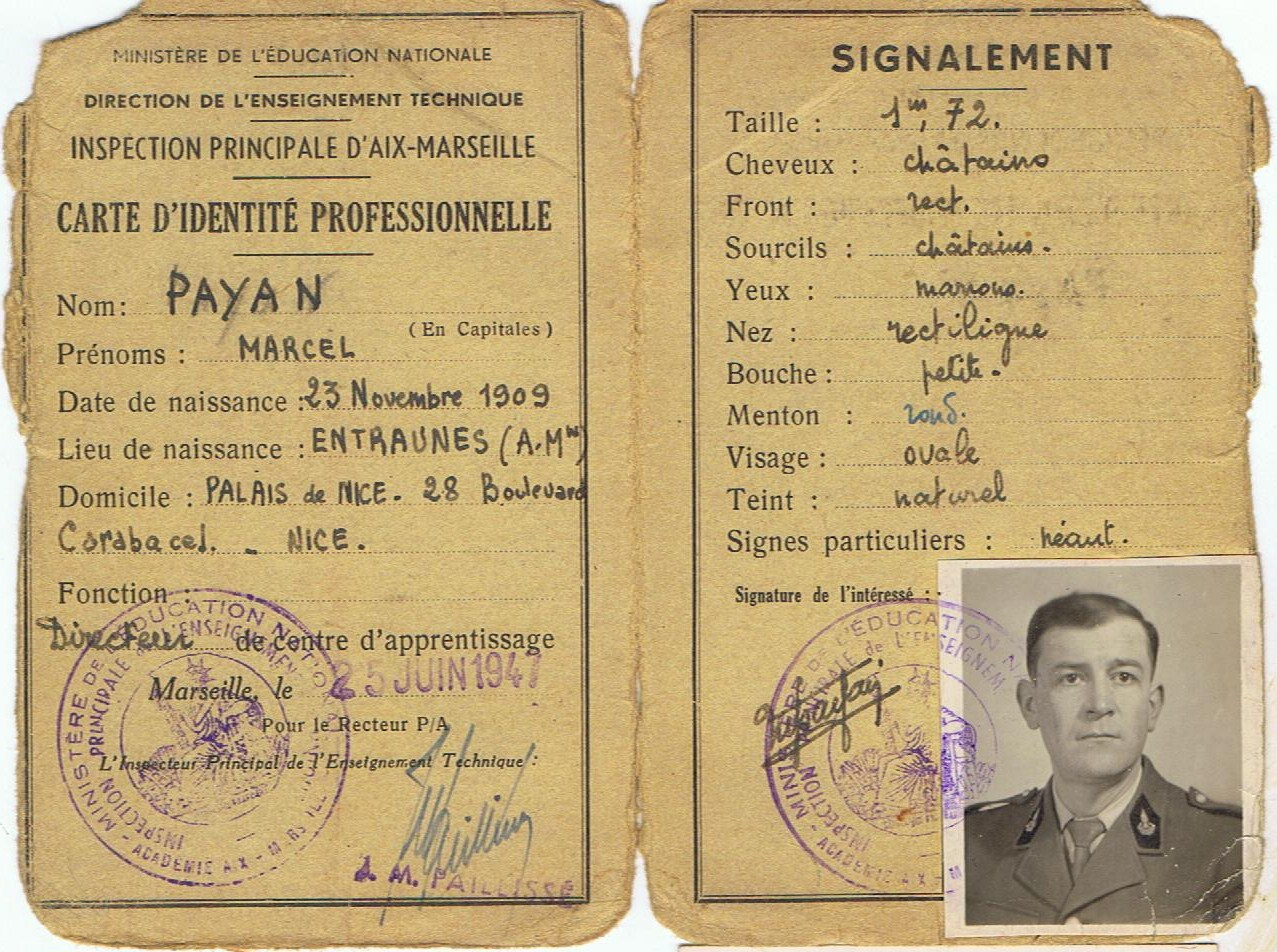
Carte professionnelle
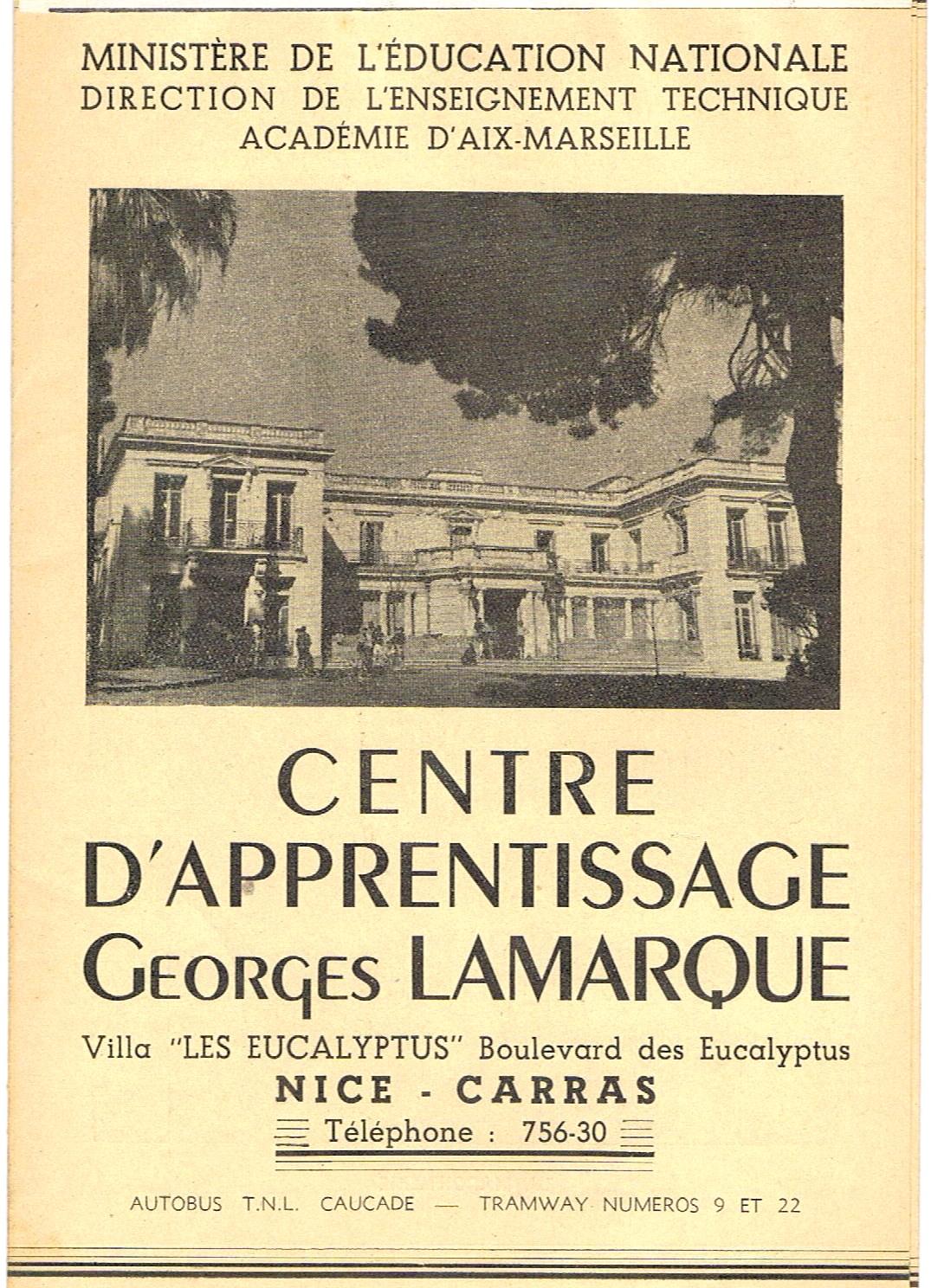
Sa plaquette de 1950
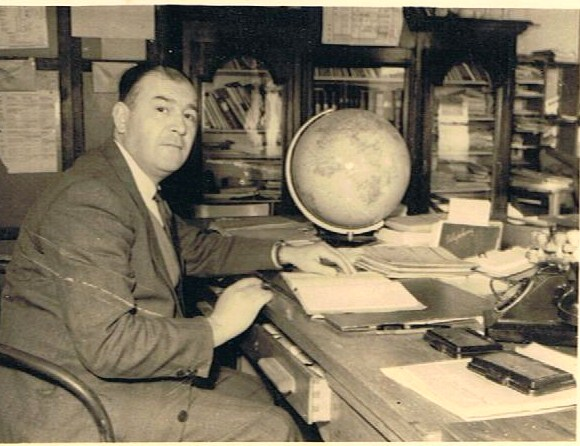
Marcel Payan en 1956
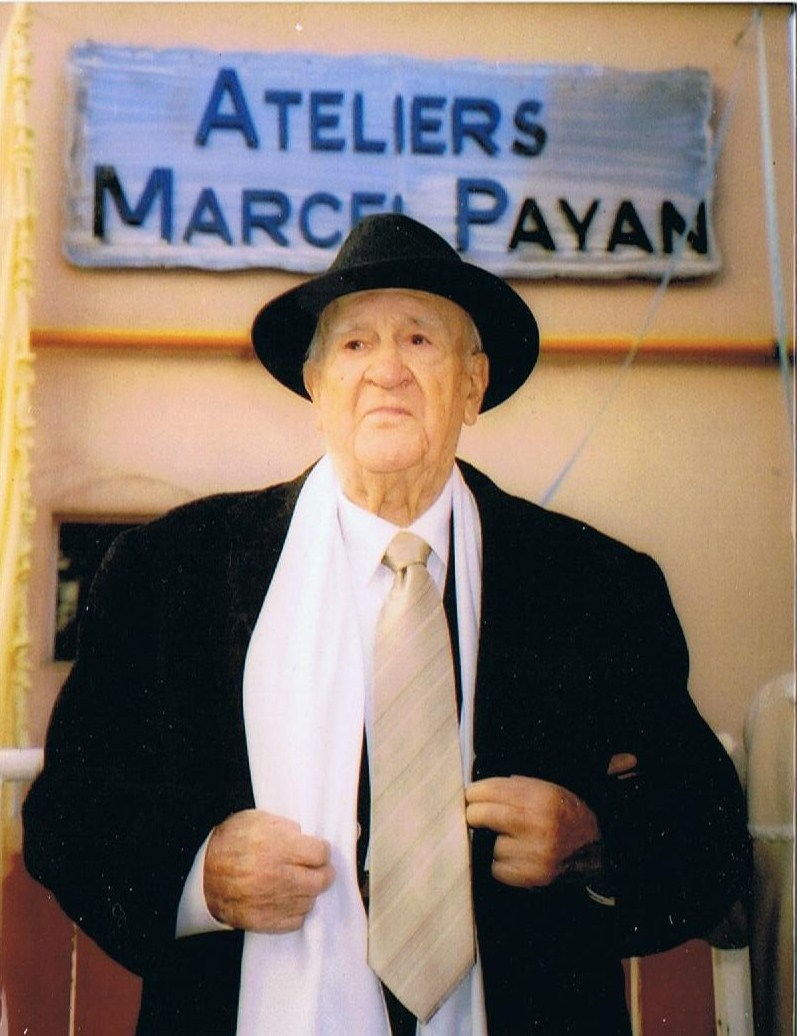
Inauguration en 2005
Carton officiel d'invitation

## Distinctions
- Pupille de la Nation
- Chevalier  de l’Ordre du Mérite sportif
- Officier de l’Ordre des Palmes académiques
- Proviseur honoraire de lycée professionnel